# Daron Acemoglu
Kamer Daron Acemoğlu (IPA: [daˈɾon adʒeˈmoːɫu]; nascido em 3 de setembro de 1967) é um economista turco-americano, de origem armênia. É professor no Instituto de Tecnologia de Massachusetts (MIT) desde 1993. Recebeu a Medalha John Bates Clark em 2005 e o Nobel em Economia em 2024.
Filho de pais arménios em Istambul, Acemoglu foi educado no Reino Unido e concluiu o seu Doutorado na London School of Economics (LSE) aos 25 anos de idade. Ele lecionou na LSE por um ano antes de ingressar no MIT. Ele foi premiado com a Medalha John Bates Clark, em 2005. Acemoglu é mais conhecido por seu trabalho sobre economia política. Ele é autor de centenas de artigos, muitos dos quais em co-autoria com seus colaboradores de longa data, Simon Johnson e James A. Robinson. Com Robinson, ele foi o autor Economic Origins of Dictatorship and Democracy (2006) e Por que as nações fracassam (2012). O último, um influente livro sobre o papel que as instituições desempenham na formação das nações resultados econômicos, amplamente recomendado por acadêmicos e favoráveis comentários na mídia. Descrito como um centrista, ele acredita em uma economia de mercado regulamentado. Ele regularmente comenta sobre assuntos políticos, sobre a desigualdade econômica, e uma variedade de políticas específicas.
Acemoglu foi classificado em terceiro lugar, atrás de Paul Krugman e de Gregory Mankiw, na lista de "Economistas Favoritos com menos de 60 anos" em um levantamento feito em 2011 entre economistas americanos. Em 2015 ele foi nomeado o mais citado economista dos últimos 10 anos, por Trabalhos de Pesquisa em Economia (RePEc) de dados.

## Biografia
Kamer Daron Acemoğlu nasceu em Istambul, Turquia, filho de pais armênia no dia 3 de setembro, 1967. Ele é o filho único de Kevork Acemoglu (1938-1988), um advogado comercial e professor na Universidade de Istambul, e Irma (d. 1991), diretor da Aramyan Uncuyan, uma escola armênia no distrito Kadıköy. Ele participou de uma escola armênia em Istambul, e graduou-se no liceu de Galatasaray, em 1986. Ele tornou-se interessado em política e economia quando era adolescente. Ele obteve seu diploma de Bacharel em Artes em economia na Universidade de York, em 1989, seu Mestrado em Ciências (economia matemática e econometria) e de Doutorado (economia) da London School of Economics (LSE), em 1990 e 1992, respectivamente. Sua tese de doutorado, intitulada "Ensaios em Microfoundations de Macroeconomia: Contratos e Desempenho Econômico." Seu orientador de doutorado foi Kevin W. S. Roberts. James Malcomson, um de seus examinadores no doutorado na LSE, disse que até mesmo a mais três dos sete capítulos da tese foram "mais do que suficiente para a atribuição de um Doutorado." Para estudar Economia na York University, nos anos de 1989 e 1990, recebeu duas bolsas da Fundação Calouste Gulbenkian.
Acemoglu naturalizou-se cidadão dos EUA. Ele é fluente em inglês e turco. Ele é casado com Asuman "Asu" Ozdağlar, uma professora de Engenharia Elétrica e Ciência da computação no Instituto de Tecnologia de Massachusetts (MIT) e filha de Ismail Özdağlar, um ex-ministro do governo turco. Juntos, eles são autores de vários artigos. desde 2015, eles vivem em Newton, Massachusetts, com seus dois filhos (Arda e Aras).

## Carreira acadêmica

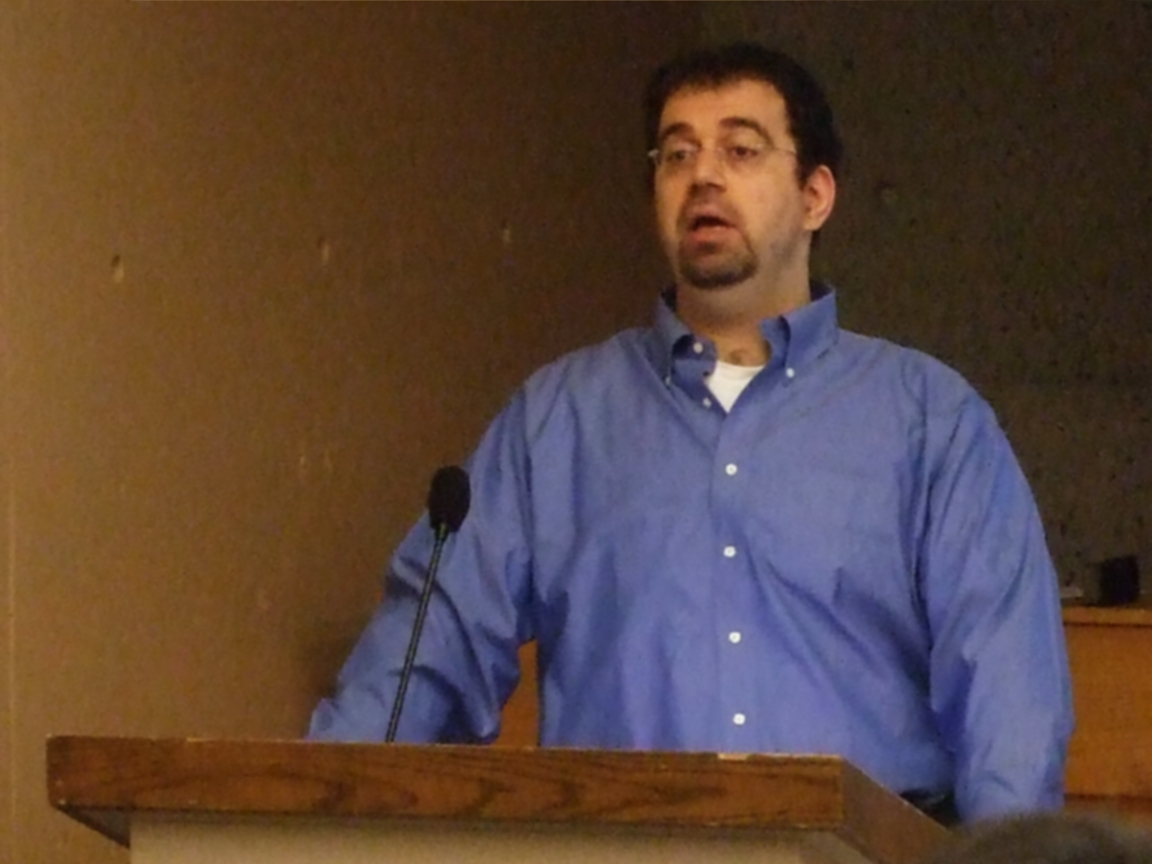
Acemoglu em 2009

Acemoglu foi professor de economia na LSE, de 1992 a 1993. Ele começou a dar palestras, no MIT, em 1993, quando foi nomeado Professor Assistente de Economia. Foi-lhe concedida a posse no MIT, em 1998, e foi promovido a professor catedrático em 2000. Em 2004, tornou-se Professor de Economia Aplicada. Desde 2010 é Professor de Economia do MIT. Entre seus alunos de doutorado estão Robert Shimer, Mark Aguiar, Pol Antràs, e Gabriel Carroll. Em 2014, Daron Acemoğlu ganhou 841 380 dólares, um dos maiores salários do MIT.
Ele é membro da Academia Nacional de Ciências dos Estados Unidos, da Academia Americana de Artes e Ciências, Econometrics Society, Associação Económica Europeia, e outras sociedades científicas. Ele é um pesquisador Associado no escritório Nacional de Pesquisa Econômica, e pesquisador Sênior do Instituto Canadense de Pesquisa Avançada. Ele foi o editor da Econometrica, uma revista acadêmica, publicada pela Sociedade Econométrica, de 2011 a 2015.
Acemoglu é autor de centenas de artigos acadêmicos. Ele observou que a maioria de sua pesquisa foi "motivada pela tentativa de compreender a origem da pobreza". Sua pesquisa inclui uma ampla gama de tópicos, incluindo política, economia, capital humano, a teoria, a teoria do crescimento, desenvolvimento econômico, inovação, economia do trabalho, de renda e a desigualdade salarial, etc. Ele observou, em 2011, que a maioria de suas pesquisas dos últimos 15 anos, era preocupado com o que pode ser genericamente chamado de economia política. Ele tem feito a contribuição para a economia do trabalho de campo.
Acemoglu extensivamente colaborou com James A. Robinson, um cientista político britânico, desde 1993. Acemoglu o descreveu como "muito produtivo." Eles trabalharam juntos em uma série de artigos e vários livros, a maioria sobre o tema do crescimento e desenvolvimento econômico. Os dois têm também muitas colaborações com o economista Simon Johnson.

## Publicações
Para uma bibliografia selecionada, veja abaixo

### Origens Econômicas da Ditadura e da Democracia
Publicado pela Cambridge University Press em 2006, Economic Origins of Dictatorship and Democracy, escrito por Acemoglu e Robinson analisa a criação e consolidação de sociedades democráticas. Eles argumentam que "a democracia se consolida quando as elites não têm forte incentivo para derrubá-la. Estes processos dependem de (1) a força da sociedade civil, (2) a estrutura das instituições políticas, (3) a natureza da crise política e econômica, (4) o nível de desigualdade econômica, (5) a estrutura da economia, e (6) a forma e a extensão da globalização".
Romain Wacziarg elogiou o livro e argumentou que o substantivo é a contribuição teórica de fusão do Marxista (materialismo dialético ("mudanças institucionais resultados de distribuição de lutas entre diferentes grupos sociais, uma rica classe dirigente e uma maioria pobre, cada um de cujos interesses estão em forma, principalmente por forças econômicas") e as ideias de Barry Weingast e Douglass North, que argumentou que "a reforma institucional pode ser um caminho para a elite a credibilidade comprometer a das futuras políticas, por delegação de sua emenda para interesses que não vai querer inverte-los." William Easterly chamou de "uma das mais importantes contribuições para a literatura sobre a economia da democracia em muito tempo." Edward Glaeser, o descreveu como "muito importante" e como uma "grande contribuição para o campo."

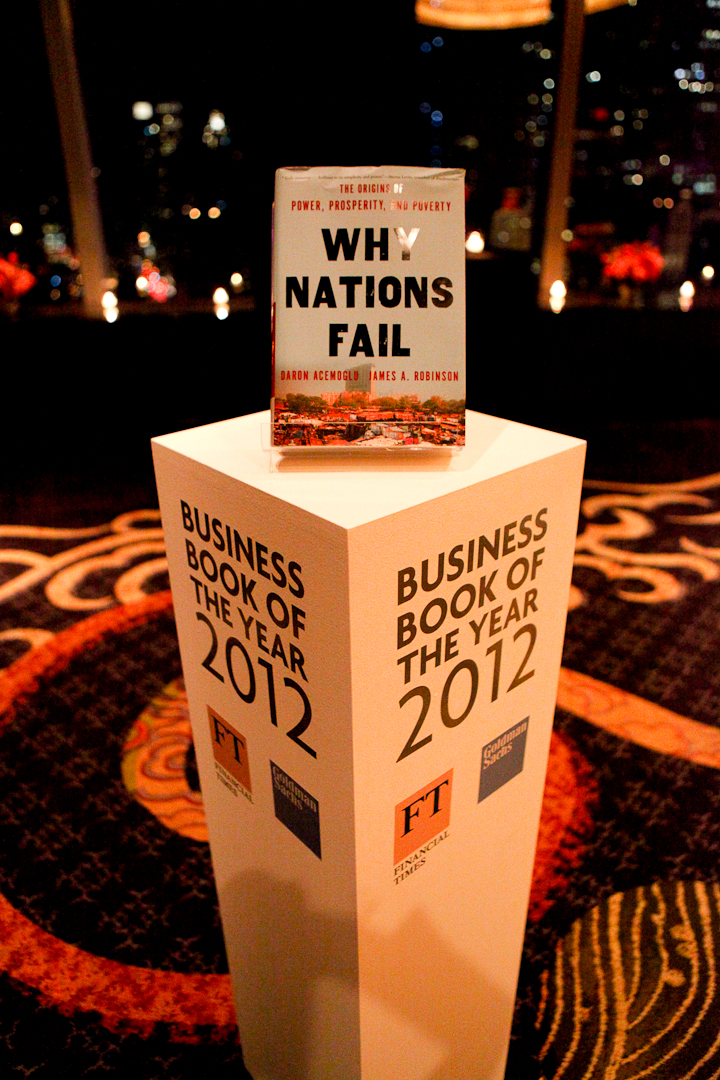
Por que as Nações Fracassam foi incluído na Shortlist de 2012 do Financial Times como Livro de Negócios do Ano".

### Por que as nações fracassam
Em seu livro 2012, Por que as nações fracassam, em co-autoria com Robinson, Acemoglu argumenta que as instituições políticas e econômicas são o principal fator no sucesso econômico e que "o desenvolvimento de diferenças entre os países são exclusivamente devido a diferenças nas instituições políticas e econômicas, e rejeitar outras teorias que atribuem algumas das diferenças para a cultura, o clima, a geografia ou a falta de conhecimento sobre as melhores políticas e práticas." O livro foi escrito para o público em geral. foi amplamente discutido por analistas políticos e comentadores. Warren Bass escreveu no Washington Post: "órtese, loquaz, brandindo ambicioso e, finalmente, esperançoso. Ele pode, de fato, ser um pouco de uma obra-prima."
Clive Crook escreveu em Notícias Bloomberg que o livro merece a maioria dos "elogios generosos" que recebeu. em sua revisão na Foreign Affairs Jeffrey Sachs criticou Acemoglu e Robinson por, sistematicamente, terem ignorando fatores, tais como política doméstica, geopolítica, tecnologias e recursos naturais. Ele também argumentou que o livro usou o recurso de apelação, e foi baseado no que os leitores têm o desejo de ouvir, que é: "a democracia Ocidental compensa não só politicamente, mas também economicamente." Bill Gates chamou o livro de "uma grande decepção" e caracterizou os autores como, "a análise como "vago e simplista." Ryan Avent, editor da Economist, respondeu que "Acemoglu e Robinson podem não estar completamente certos sobre o porquê de as nações terem sucesso ou falhar, mas pelo menos eles estão envolvidos diretamente com o estudo do problema."

## Pontos de vista
Acemoglu é um seguidor da nova economia institucional. Entre os economistas que o influenciaram estão, Joel Mokyr e Kenneth Sokoloff, Douglass North, Seymour Martin Lipset, Barrington Moore.
Jornalistas e economistas descrevem-no como um centrista. Paulo Abrams observou que Porque as Nações Fracassam foi bem recebido tanto por economistas de esquerda quanto por conservadores. O colaborador de longa data Simon Johnson, sugere que o seu "ponto não é apenas sobre como as coisas podem se tornar horríveis quando o governo sai fora da pista (uma ala de direita do ponto). Eles também são mais profundamente preocupados com o quão poderosas as pessoas lutam para pegar o controle do estado e possam competir de outra forma exercer influência sobre o restante da sociedade (a perspectiva da esquerda)." Acemoglu elogiou os sucessos da Era Progressista, e argumentou em favor de sua replicação. Johnson observa que para Acemoglu e Robinson, um equilíbrio entre o governo e as grandes empresas privadas é essencial. Acemoglu argumenta que a economia de mercado é o único sistema que cria prosperidade. Ele acredita que encontrar um equilíbrio adequado entre "incentivar a criatividade, o trabalho duro e a assunção de riscos e a criação essenciais de serviços públicos, redes de segurança social e a igualdade de oportunidades." Para Acemoglu, mercados de trabalho só funcionam com regulamentos e leis previsíveis e que todos os mercados são regulados, em certa medida, isso é apenas uma questão de grau. Ele sugere que os mercados livres não são mercados não regulamentados. Enquanto que ele acredita que os direitos de propriedade e propriedade privada são absolutamente essenciais para a prosperidade, ele afirmou que "essas coisas são muito políticas e a política não deve ser unilateral."

### Wall Street
Em setembro de 2008 Acemoglu assinou uma petição de condenar o plano de resgate da administração Bush do sistema financeiro dos estados unidos. Como a principal causa da crise financeira de 2008, ele afirmou que os políticos foram "atraídos por noções ideológicas derivadas dos romances de Ayn Rand, em vez de teoria econômica" e opinou que "em retrospectiva, nós não devemos ficar surpresos que ela esteja tão desregulamentada; afinal, com fins lucrativos, indivíduos têm elevado os riscos, de que eles se beneficiam, e outros a perder." Em uma rápida análise da Grande Recessão, Acemoglu escreveu: "Quando é canalizada para maximizar os lucros, de forma competitiva, inovadora e se comporta sob os auspícios de leis e regulamentos, a ganância pode agir como o motor da inovação e do crescimento econômico. Mas quando desmarcada, sem as instituições adequadas e regulamentos, ela irá degenerar em rent-seeking, corrupção e crime." Ele sugere que o imposto progressivo pode reduzir as atividades rent-seeking dos que estão no topo da escala de rendimentos. Segundo ele, o sistema financeiro dos Estados Unidos tornou-se cada vez mais concentrado devido à sua alta rentabilidade e investimento em ativos de alto risco. Ele é uma das vozes de dúvida sobre a eficácia da Lei Dodd–Frank, na prevenção do próximo colapso financeiro se o sistema financeiro continuar na sua trajetória atual, especialmente o que ele chama de cultura do bônus. Ele argumenta que a grande representação do setor financeiro no topo 1% "foi um resultado de processos políticos que removeram todos os regulamentos em finanças, e assim criaram a plataforma para 40% dos lucros dos Estados Unidos no setor financeiro." Ele argumenta que uma plataforma, particularmente Wall Street, foi criada, "onde a ambição e a ganância das pessoas, muitas vezes os homens, tem sido canalizada em uma direção muito antissocial, egoísta e socialmente destrutiva."

### Desigualdade
Acemoglu expressou preocupações sobre o aumento da desigualdade nos Estados Unidos, que, argumenta, se transforma em política de desigualdade que, por sua vez, mina a inclusão de instituições norte-Americanas. Em 2012 entrevista Acemoglu identificou a polarização social, causada pela desigualdade econômica, como o maior problema para os Estados Unidos. Ele argumenta que o sistema político está dominado pelos ricos, enquanto as vozes dos Americanos comuns não são ouvidas. de Acordo com ele, "a democracia deixa de funcionar porque algumas pessoas têm tanto dinheiro que eles comandam de um poder maior." Ele e Robinson escreveram em 2012, que "aqueles que têm mais poder politicamente vão usar isso para ganhar uma maior vantagem econômica através de empilhar as cartas em seu favor e pelo aumento da desigualdade econômica ainda mais — um círculo vicioso por excelência." ele afirma que eles estão confortáveis com a desigualdade econômica, que vem através de diferentes contribuições sociais como "é o preço que pagamos para proporcionar incentivos para que as pessoas contribuam para a prosperidade." No entanto, altos níveis de desigualdade criam problemas como os ricos que controlam uma parte significativa dos recursos para a sociedade, e passam a usá-los para criar uma "distribuição desigual de poder político". Ele vê a solução no aumento da mobilidade social por "fornecer uma oportunidade para a parte inferior para se tornar rico, obrigando os ricos a se tornarem pobres."
Ele elogiou a tradição Americana de vibrante movimentos de protesto que remonta ao Populistas e Progressistas. Ele também elogiou Ocupar Wall Street por "colocar a questão de desigualdade na agenda, mas também para, na verdade, em pé de igualdade política." Ele observa que Ocupam Wall Street trouxe a 1% para a atenção do público em geral, acadêmico atenção foi trazido por Tony Atkinson, Thomas Piketty, e Emmanuel Saez.

### Programas sociais e políticas
Acemoglu é a favor do aumento e da indexação do salário mínimo. Ele argumenta que o salário mínimo e as prestações de desemprego "mudam a composição do emprego em direção a um salário elevado de postos de trabalho. Porque a composição dos postos de trabalho no equilíbrio laissez-faire é ineficiente inclinando-se para empregos de baixo salário, estes regulamentos do mercado de trabalho aumentam a média de produtividade do trabalho e pode melhorar o bem-estar." Além disso, ele argumenta que "o salário mínimo pode aumentar a formação de trabalhadores afetados, induzindo as empresas a formar os seus trabalhadores não qualificados." Quando perguntado pela Fast Company sobre o direito universal de renda básica, ele disse que "Uma mais eficiente e generosa rede de segurança social é necessário. Mas [o rendimento básico universal] é caro e não é generoso o suficiente."

### Democracia e de regimes autoritários
Acemoglu et al. concluiram que "a democracia tem um forte e robusto efeito positivo sobre o PIB", e eles sugerem "democratizações no aumento do PIB per capita em cerca de 20% a longo prazo." Eles também descobriram que "há uma grande e robusto efeito da democracia em receitas fiscais como fração do PIB, mas sem grande impacto sobre a desigualdade."
De acordo com Acemoglu os três obstáculos para o crescimento econômico sob regimes autoritários são a tendência de regimes autoritários para tornar-se mais autoritário, a sua tendência para usar o poder para deter a destruição criativa, que é a chave para sustentar o crescimento" e a instabilidade e a incerteza causada pelos conflitos internos. Países com regimes autoritários são, por definição, extrativistas. Ele acredita que a Arábia Saudita seria como um pobre país Africano sem o óleo, enquanto que a "única coisa que está mantendo a Rússia é um grande boom de recursos naturais e inteligente manipulação dos meios de comunicação."
Ele acredita que a China tem conseguido alcançar um crescimento econômico significativo, pois "uma espécie de fruta pendurada baixa do mundo da tecnologia fronteira, mas esse tipo de crescimento não vai durar até a China vai para o próximo passo, que é tirar partido da inovação", que ele argumenta será impossível", a menos que instituições econômicas se tornem ainda mais abertas e extrativistas instituições políticas, e na China será uma barreira para isso." Ele e Robinson escreveram para o HuffPost que os "direitos limitados [a China] proporcionam aos seus cidadãos lugares principais restrições do país a longo prazo possibilidades para a prosperidade."

### Socialismo, comunismo e Marxismo
Acemoglu argumenta que os países socialistas não têm sido bem sucedidos na criação de prosperidade. Com Robinson, ele argumenta que a União Soviética e todos os outros regimes comunistas foram extrativistas, desde o início, devido a uma falha para fornecer incentivos econômicos e concentrado o poder político nas mãos de uma restrita elite que se fixou na coerção e à força." Em uma revisão escrita com Robinson, ele argumenta que Thomas Piketty e Karl Marx são "desviados", devido ao seu desprezo pelas "principais forças de modelagem como uma economia de funções: a endógena evolução da tecnologia e das instituições e o equilíbrio político que influenciam não apenas a tecnologia, mas também a forma como os mercados funcionam e como os ganhos provenientes de diferentes organizações econômicas são distribuídas."

### Sindicatos
Acemoglu argumentou que "uma tradição de forte movimento trabalhista ou social-democrata, o partido, ao restringir as ações do planejador social, pode atuar como um dispositivo de compromisso para o igualitarismo, induzindo a um equilíbrio em que o país em questão torna-se o beneficiário do assimétrica equilíbrio mundial." Em outras palavras, "restrições domésticas de partidos sociais-democratas ou sindicatos pode ser benéfico para o país, porque eles impedem a crueldade do capitalismo no país, em vez de indução de outros países para desempenhar esse papel." Acemoglu e Philippe Aghion, argumentam, em 2001, que, embora a desfederalização nos EUA e no reino UNIDO desde a década de 1980 não é a "causa do aumento na desigualdade", "amplifica o efeito direto da mudança técnica influenciada pela remoção do salário de compressão imposta pelos sindicatos."

### Modelo nórdico
Em 2012 um artigo intitulado "Não Podemos Todos Ser Mais Como os Escandinavos?", co-escrito com Robinson e Thierry Verdier, ele sugere que "o mais 'cruel' sociedade Americana que torna possível o mais 'fofo' Escandinavos sociedades com base em uma abrangente rede de segurança social, o estado de bem-estar e mais limitado a desigualdade." Eles concluíram que "todos os países podem querer ser como o "Escandinavos", com a mais extensa rede de segurança e uma estrutura igualitária," no entanto, se os Estados Unidos, o "homem [o capitalismo] líder", o crescimento econômico de todo o mundo seria reduzido. Ele argumentou contra os EUA adotando o modelo Nórdico em 2015 op-ed para O New York Times. Novamente ele argumentou, "Se os estados unidos aumentasse os impostos para níveis da Dinamarca, seria reduzir as recompensas para o empreendedorismo, com consequências negativas para o crescimento e a prosperidade." Ele elogiou a experiência Escandinava na redução da pobreza, criação de um campo de jogo nivelado para os seus cidadãos, e maior mobilidade social.

### Colonialismo
"O Colonial Origens do Comparativa de Desenvolvimento", co-escrito por Acemoglu, Robinson, Simon Johnson, em 2001, é, de longe, o seu maior trabalho citado. Graham pato-real, o descreveu como "um excelente exemplo do seu trabalho: um influente papel que o levou para muito debate." Eles argumentam que os Europeus configuram extrativistas instituições em colônias, onde eles não resolver, ao contrário, em lugares onde eles fizeram resolver e que essas instituições têm persistido. Estimou-se que "as diferenças de instituições de explicar cerca de três quartos de diferenças da renda per capita através das ex-colónias." de Acordo com Acemoglu e Robinson, a pobreza da África sub-Sahariana é uma coincidência. Experiência histórica dominada pelos extrativistas instituições destes países tenha criado um círculo vicioso, o que foi agravado pela colonização Européia.

### Política partidária
Acemoglu argumentou pouco antes da eleição presidencial de 2016, que o Partido Democrático "deve buscar uma coalizão que representa para as pessoas mais vulneráveis da sociedade", que, ele acredita, "não podia suportar, por si só, sem o apoio de influentes, bem fora de membros da sociedade norte-Americana."
Em um op-ed na Foreign Policy Acemoglu, criticou o Presidente Donald Trump para o compartilhamento de metas políticas e estratégias de Hugo Chávez, Vladimir Putin, e Recep Tayyip Erdoğan, tais como "pouco de respeito pelo estado de direito, ou a independência das instituições do estado [...] ter uma visão turva nacionalista e interesses pessoais [...] pouco de paciência com as críticas e longo prazo a estratégia de premiar a fidelidade, que pode ser visto no seu alto nível de compromissos para a data. Isso é tudo coberto por uma inabalável crença em suas habilidades."

### Políticas específicas
Acemoglu acredita que a construção da nação pelo Ocidente não é mais possível em todo o mundo, porque o Ocidente agora carece de recursos e de compromisso, que estavam presentes no pós-II Guerra Mundial a Alemanha e o Japão, e porque os países onde tal trabalho é exigido hoje (muitos Muçulmanos e Árabes em países de maioria) não confiar no Ocidente. Ele vê os EUA a guerra contra as drogas como uma "total e muito caro falha" e suportado 2013 referendo de Alteração de Colorado 64, uma bem-sucedida iniciativa popular que legalizou a venda de maconha recreativa. de Acordo com ele, "está claro que as escolas públicas estão a falhar, e as alternativas são necessárias." Em 2016 entrevista, ele opinou que a GENTE infra-estrutura está em um "estado lastimável, com consequências negativas para o crescimento económico dos EUA."

### A turquia
Em Março de 2011 Acemoglu foi cogitado pelo Ministro dos negócios Estrangeiros, Ahmet Davutoğlu para se tornar representante permanente da Turquia na OCDE, em Paris, o que ele rejeitou a fim de continuar sua carreira acadêmica. foi visto na Armênia como politicamente motivado mover para ganhar "política de dividendos" nos problemas da armênia.
Acemoglu, opinou que a República da Turquia, fundada em 1923 por Atatürk, "é muito contínuo com o Império Otomano." Embora a mudança do império para a república trouxe algumas mudanças positivas, ele argumenta, o modelo foi largamente mantida pelos reformadores, que assumiu o poder, citando uma persistente concentração de poder e de atividade econômica. Ele sugere que o período Republicano, foi caracterizado por uma falta de disposição para aceitar as minorias étnicas.
Acemoglu criticou Recep Tayyip Erdoğan e o seu governo para o seu governo autoritário. Em 2013 op-ed no The New York Times, após a repressão de Gezi Parque de protestos, Acemoglu escreveu que "Mesmo antes de a brutal repressão de manifestações, a crença de que a Turquia estava em seu caminho para se tornar uma democracia madura — um modelo para o resto do Oriente Médio—, já havia se tornado insustentável." Em Maio de 2014 op-ed Negócios Estrangeiros Acemoglu escreveu que a deriva de democracia por Erdogan é lamentável, mas "quase previsível, palco da Turquia transição democrática."
Em 2014 Acemoglu condenado generalizado antiarménio retórica em turco livros didáticos, e exigiu que os livros de ser retirada de circulação.

### Armenia
Acemoglu, um descendente de armênios, afirmou, em 2015 entrevista com armênio serviço de Voz da América, que ele sempre foi interessado em âmbito econômico, político e social, e desenvolvimentos na Armênia. em conversas através de vídeo, Acemoglu participou na armênia Economic Association conferência anual em outubro de 2013, realizada na Universidade Estadual de Yerevan, durante o qual ele argumentou que na Arménia, o problema é político, e não geográfico, cultural, ou de geopolítica. Ele clamou para que o governo da armênia para ser "mais sensível aos desejos de seus cidadãos para que, através desse processo político a Armênia deixe de ser uma oligarquia." Em setembro de 2016 na conferência em Toronto, Acemoglu criticou a diáspora armênia para legitimar os sucessivos governos na Armênia, especialmente quando os direitos de seus cidadãos são violados e uma forma errada, econômica e políticamente está sendo seguida no país. Em abril de 2017 conferência realizada pela USC Instituto de Estudos da armênia Acemoglu afirmou, embora "a Arménia poderia ter olhado muito mais como a República checa ou a Estónia e o que temos em vez disso, é um país que mais parece Azerbaijão ou o Uzbequistão, que é uma verdadeira vergonha." Ele sugeriu que, no imediato pós-Soviética anos Armênia foi "mais forte e ele foi ficando pior e pior." Ele criticou o nível de corrupção do governo, que tem sistematicamente fechado o sistema político.
A seguir a 2018 arménio revolução, o Primeiro-Ministro tornou-se o líder da oposição, Nikol Pashinyan escreveu em seu Facebook a página que Acemoglu disse-lhe que ele está pronto para ajudar a Arménia para "restaurar e desenvolver a sua economia.

### Outros países
Acemoglu previu que o reino UNIDO UE-operação "é provável que seja semelhante ao "status quo ante" e o Brexit referendo não terão um impacto significativo no reino UNIDO real da renda per-capita.
Acemoglu argumentou que o crise da dívida pública grega foi causada pelo "terrível estado das instituições gregas, e pela natureza  clientelista das suas políticas" e que os problemas do país são "políticos, não apenas macroeconômicos." Ele identificou a falta de uma política de integração na UE, como a Grécia do problema e que "a única maneira de avançar para a Europa está a ter uma maior integração fiscal e bancária ou abandono de integração monetária." Ele criticou as políticas do Syriza, e afirmou que "é claro se o padrão vai ajudar." Em 2015 resgate referendo, Acemoglu, afirmou que "a Grécia pode ser melhor sem o euro, mas os riscos políticos, especialmente com o atual governo, seria ótimo, então, um 'não' [votação] é muito arriscado."
Em um op-ed para O Globe and Mail, seguindo a 2014 ucraniano revolução, Acemoglu defendeu a Ucrânia "para romper com o seu passado, o mais rapidamente possível. Ele precisa afastar-se da Rússia, politicamente e economicamente, mesmo se isso significa um final para o gás natural subsídios a Rússia tem usado para mantê-la na posição de um cliente de estado. Mais importante ainda é, para a Ucrânia, os líderes de espalhar o poder político e econômico para o número máximo de seu povo, incluindo falantes de russo."

## Reconhecimento
De acordo com dados coletados através de Trabalhos de Pesquisa em Economia (RePEc), Acemoglu foi o mais citado economista da década levando a 2015. de Acordo com o Google Scholar suas obras (incluindo o co-autor de obras) têm sido citados quase 120,450 vezes de agosto de 2018. Ele foi registrado na 88ª Política Externa's 2010 lista de Top 100 Global Pensadores "para mostrar que a liberdade é mais do que a mercados." Em 2011, levantamento de 299 professores de economia nos EUA Acemoglu classificada em terceiro lugar, atrás de Paul Krugman e de Greg Mankiw, na lista de "Favoritos Vida Economistas menos de 60 anos".
Francis Fukuyama tem descrito Acemoglu e seu colaborador de longa data, James A. Robinson como "dois dos maiores especialistas do mundo em desenvolvimento." Clemente Douglas escreveu no Banco da Reserva Federal de Minneapolis publicação que o "escopo, profundidade e volume de [seu] as bolsas de estudo são nada menos do que impressionante, beirando o improvável." Arnold Kling chamou um prodígio, devido à sua idade de receber um Doutoramento; ele tornou-se Doutor em 25. Angus Deaton o chamou de um "superstar jovens" e observou que Acemoglu é "um exemplo muito bom de como as coisas deveriam estar acontecendo, o que é fazer história, mas você sabe matemática suficiente para ser capaz de modelo também." Robert Shimer escreveu: "Sua incomparável combinação de originalidade, rigor, e prolificacy tem o impeliu para a fronteira de cada campo que ele tem explorado." Adam Davidson observado em 2012, o ano Por Nações Falha foi publicado, que Acemoglu "é tão quente como os economistas." Michael Mandel identificados ele em 2009 como um líder de inovação da economia.

### Prémios
- John Bates Clark Medal (2005), o American Economic Association[95]
- John von Neumann Prêmio (2007), de Rajk, László Faculdade de Estudos Avançados[96]
- Erwin Plein Nemmers Prêmio em Economia (2012) pela Universidade de Northwestern "para contribuições fundamentais para a compreensão das instituições políticas, a mudança técnica e o crescimento económico"[97]
- O BBVA Fundação Fronteiras do Conhecimento Prêmio (2016) "para provar a influência das instituições sobre o desenvolvimento econômico"[98][99]

Estado de ordens e sentenças
- Presidencial de Artes e Cultura, Grande Prêmio em Ciências Sociais (2013) pelo Presidente turco Abdullah Gül[100]

Graus honoríficos
Acemoglu foi premiado com títulos honoris causa das seguintes universidades: Universidade de Utrecht (2008), Universidade de Bilkent (2015), Universidade de Bath (2017), Boğaziçi Universidade, e a Universidade de Atenas.

## Publicações selecionadas

### Livros
- Acemoglu, Daron; Robinson, James A. (2006). Economic Origins of Dictatorship and Democracy. [S.l.: s.n.] ISBN 9780521855266
- Acemoglu, Daron (2008). Introduction to Modern Economic Growth. [S.l.: s.n.] ISBN 9781400835775
- Acemoglu, Daron; Robinson, James A. (2012). Why Nations Fail. [S.l.: s.n.] ISBN 0307719219